# Distrikt Huata (Puno)
Der Distrikt Huata liegt in der Provinz Puno in der Region Puno im Süden Perus. Der Distrikt wurde am 22. August 1921 gegründet. Er besitzt eine Fläche von 129 km². Beim Zensus 2017 wurden 3302 Einwohner gezählt. Im Jahr 1993 lag die Einwohnerzahl bei 2925, im Jahr 2007 bei 6682. Sitz der Distriktverwaltung ist die 3848 m hoch gelegene Ortschaft Huata mit 384 Einwohnern (Stand 2017). Huata befindet sich 26 km nordnordöstlich der Regions- und Provinzhauptstadt Puno.

## Geographische Lage
Der Distrikt Huata liegt am Westufer des Titicacasees im Norden der Provinz Puno.
Der Distrikt Huata grenzt im grenzt im Süden an den Distrikt Paucarcolla, im Westen an den Distrikt Caracoto (Provinz San Román) sowie im Nordosten an den Distrikt Coata.